# Катрін Клеман
Катрі́н Клема́н (фр. Catherine Clément; 10 лютого 1939, Булонь-Біянкур, Франція) — французька вчена, філософ, романістка, феміністка і літературний критик.

## Життєпис
Народилася 10 лютого 1939 року в Булонь-Біянкурі у Франції. Отримала ступінь в галузі філософії у паризькій Вищій нормальній школі, навчалася у Клода Леві-Строса та Жака Лакана, які працювали в галузі антропології й психоаналізу.
Член школи французького фемінізму, видала книги спільно з Елен Сіксу та Юлієй Кристевой.
Опублікувала півтори десятки есе, серед яких — «Сини Фрейда втомилися», «Жак Лакан — життя і легенда», «Опера, або Поразка жінок», «Леві-Строс, або Структура і нещастя», «Смак меду», «Синкопа (філософія вознесіння на небо)», «Юна народжена» (у співавторстві з Елен Сіксу), «Філіпп Солєє» та інші.
Автор багатьох романів: «Білдунг» (1978), «Султана» (1981), «Венеціанський мавр» (1983), «Синя паніка» (1986), «Сенора», «Адрієнна Лекуврер, або Захоплене серце» (1991), «З любов'ю до Індії» (1993), «Незавершений вальс» (1994), «Повія диявола» (1996), «Подорож Тео» (1998), «Мартін і Ханна» (1999), «Afrique esclave» (1999), «Jésus au bûcher» (2000), «Cherche-midi» (2000), «Les Mille Romans de Bénarès» (2000), «Le Sang du monde» (2004), «Les derniers jours de la déesse» (2006), «La Princesse Mendiante» (2007), «Dix Mille Guitares» (2010), «La Reine des cipayes» (2012).